# Peleteria thomsoni
Peleteria thomsoni är en tvåvingeart som först beskrevs av Samuel Wendell Williston  1886.  Peleteria thomsoni ingår i släktet Peleteria och familjen parasitflugor.
Artens utbredningsområde är Kalifornien. Inga underarter finns listade i Catalogue of Life.